# Luigi Bassi
Luigi Bassi (Pesaro, 5 de setembre de 1766 – Dresden, 13 de setembre de 1825) fou un cantant d'òpera italià de la tessitura de baríton.
Estudià la música i el cant des de molt infant, i als tretze anys es presenta en el teatre fent papers de dona, en els que assolí grans èxits per la seva bella veu. Després de perfeccionar-se sota la direcció del cantant Pietro Laschi, es presentà a Florència com a baríton, i passant d'aquesta població a Praga ja com a famós cantant quan només tenia dinou anys.
A la seva veu admirable unia un gran talent d'actor, que brillava sobretot en les òperes El barber de Sevilla i El rei Theodor. Quan Mozart va escriure el Don Giovanni, dedicat als seus amics de Praga, Bassi feu una creació del rol de protagonista, completant-se la glòria d'aquest cantant amb l'òpera Les noces de Figaro.
Les revoltes polítiques de 1806 van cloure el teatre, i llavors Bassi passà a Viena al servei de la capella del príncep Lobkowitz. El 1815 donà algunes representacions en el teatre de Dresden, però la seva veu començava a decaure i poc temps després es retirà de l'escena.